# Euphorbia pirottae
Euphorbia pirottae är en törelväxtart som beskrevs av Nicola Terracciano. Euphorbia pirottae ingår i släktet törlar, och familjen törelväxter. Inga underarter finns listade i Catalogue of Life.